# 印第安人迁移政策
印第安人迁移政策是美国政府19世纪的一个政策，该政策把密西西比河以东的印第安人强制迁移到密西西比河以西。受影响的印第安人民族包括文明化五部族的奇克索人、切罗基人、喬克托人、克里克人以及塞米诺尔人。安德鲁·杰克逊总统为印地安人排除政策之倡议者，他于1830年签署《印第安人迁移政策》成为一项法律。

## 背景
在美国革命和早期美国时代，美国领导人就如何对待美洲原住民进行了辩论，讨论是将他们视为个体还是作为国家。

### 独立宣言
《独立宣言》的起诉书将美国的原住民称为“残忍的印第安野人”，反映了当时美国殖民者的普遍观点。

### 班哲文·富蘭克林
在1775年5月10日提交给大陆会议的《拟议的诸邦联合章程》草案中，本杰明·富兰克林呼吁与即将诞生的国家中的印第安人建立“永久的联盟”，特别是与易洛魁联盟的六个部落。
第十一条。应尽快与六个部落建立永久的进攻和防御联盟；应确定并保护他们的边界；不得侵犯他们的土地，今后不得对他们进行任何私人或殖民地的购买，也不得签订任何土地合同，而应由在Onondaga的印第安人大会和大陆会议之间签订。所有其他印第安人的边界和土地也将以同样的方式确定并保护他们；将指定人员驻留在适当的区域，确保在与他们的贸易中防止不公正，并通过偶尔提供少量资金，以在我们的总费用下帮助缓解他们的个人需求和困扰。所有从他们那里购买的物品应由大陆会议购买，以造福北美联合殖民地。

### 早期国会法案
1787 年，邦联国会通过了《西北法令》（这成为美国领土扩张的先例，并将在之后的几年内发生），呼吁保护美洲原住民的“财产、权利和自由”；1787 年的美国宪法（第一条第 8 款）规定国会负责管理与印第安部落的贸易。1790 年，新一届美国国会通过了《印第安人禁交法案》（1793 年、1796 年、1799 年、1802 年和 1834 年更新和修订），以保护和编纂已获认可部落的土地权利。

### 乔治·华盛顿
乔治·华盛顿总统在 1790 年对塞内卡民族的演讲中称宪法颁布前的印第安人土地出售困难是“罪恶”，并表示现在情况已经改变，并承诺维护美洲原住民的“正当权利”。1792 年 3 月和 4 月，华盛顿在费城会见了 50 名部落首领（包括易洛魁人），讨论加强他们与美国的友谊。同年晚些时候，华盛顿在第四次向国会发表年度讲话中强调了与美洲原住民建立和平、信任和贸易的必要性。
我不能不再次向你们建议，制定更充分的规定，为整个内陆边境的法律提供动力，并制止对印第安人的暴行；没有这些，所有和平计划都将毫无意义。通过适当的奖励，雇用合格和值得信赖的人作为代理人居住在他们中间，也将有助于维护和平与睦邻友好。如果除了这些权宜之计之外，还能制定出一个可行的计划，促进友好部落之间的文明，并与他们进行贸易，规模与他们的需求相称，并制定保护他们免受强加和敲诈勒索的法规，那么它在巩固他们的利益与我们的利益方面的影响一定很大。
1795 年，华盛顿在第七次向国会发表的年度讲话中暗示，如果美国政府希望与印第安人和平相处，就必须采取和平的方式行事；如果美国希望印第安人停止袭击，那么美国“边境居民”的袭击也必须停止。

### 托马斯·杰斐逊
托马斯·杰斐逊在《弗吉尼亚州笔记》（1785 年）中为美国原住民文化辩护，并惊叹弗吉尼亚部落“从未服从任何法律、任何强制权力、任何政府阴影”，因为他们“有道德的是非观”。当年晚些时候，他写信给查斯特卢克斯侯爵说：“我相信当时的印第安人在身体和精神上与白人平等。”根据弗朗西斯·保罗·普鲁查的解释，杰斐逊的愿望是让美国原住民与欧洲裔美国人混居，成为一个民族。为了实现这一目标，杰斐逊在担任总统期间向一些印第安民族提供了美国公民身份，并提议向他们提供信贷以促进贸易。

1803 年 2 月 27 日，杰斐逊在给威廉·亨利·哈里森的信中写道：
就这样我们的定居点将逐渐包围和接近印第安人，他们最终要么作为美国公民与我们融合，要么离开密西西比河。前者无疑是他们历史的终结，对他们自己来说最幸福。但在整个过程中，培养他们的爱心是必不可少的。至于他们的恐惧，我们认为我们的力量和他们的弱点现在已经如此明显，他们必须看到我们只需闭上手就能粉碎他们，我们对他们的一切慷慨都出自纯粹的人性动机。

## 杰斐逊政策
作为总统，托马斯·杰斐逊制定了影响深远的印第安人政策，主要有两个目标。他希望确保印第安人（而非外国）与新成立的美国紧密相连，因为他认为国家安全至关重要。他还希望“文明化”印第安人，使他们采用农业生活方式，而不是狩猎采集生活方式。这些目标将通过条约和贸易发展来实现。
杰斐逊最初推行的美国政策鼓励印第安人同化或“文明化”。作为总统，他不断努力赢得许多美洲原住民部落的友谊与合作，反复表达了他对白人和印第安人统一国家的渴望，就像他在 1802 年 11 月 3 日写给塞内卡精神领袖 Handsome Lake 的信中所说的那样：
兄弟，继续进行你已开展的伟大改革吧……在你为人民谋福利的所有事业中，你可以满怀信心地指望美国的援助和保护，以及我本人为推进这项人道主义工作所怀的真诚和热情。你们是我们同一土地上的兄弟；我们像兄弟们一样祝愿你们繁荣昌盛。再见。
当切罗基族上城的一个代表团游说杰斐逊，要求乔治·华盛顿向居住在美国领土上的印第安人承诺充分和平等的公民权时，他的回应表明他愿意向那些寻求公民权的印第安民族授予公民权。 1808 年 11 月 8 日，在他向国会发表的第八次年度演讲中，他提出了白人与印第安人团结的愿景：
我们与印第安邻居的公共和平一直得到稳步维护……而且，总的来说，由于我们坚信我们将他们视为我们的一部分，并真诚地珍惜他们的权利和利益，印第安部落的依恋日益增强……并将充分回报我们对他们所实行的正义和友谊……切罗基民族的两个大分支之一目前正在考虑以我们认为最好的进步方式争取美国公民身份，并与我们姻亲和政府联系在一起。
然而，正如杰斐逊的其他一些著作所表明的那样，他对印第安人的同化持矛盾态度，并使用“灭绝”和“驱逐”等词来形容那些抵制美国扩张并愿意为自己的土地而战的部落。杰斐逊打算将印第安人的生活方式从狩猎采集转变为农耕，主要通过“猎物的减少导致他们仅靠狩猎无法维持生计”。他预计，向农业的转变将使他们依赖白人美国人提供商品，更有可能放弃土地或允许自己迁移到密西西比河以西。在 1803 年写给威廉·亨利·哈里森的一封信中，杰斐逊写道：
如果任何部落愚蠢到随时拿起斧头，那么占领该部落的整个国家，并将他们赶过密西西比河，作为和平的唯一条件，将成为其他人的榜样，并促进我们最终的统一。
在那封信中，杰斐逊亦谈到了保护印第安人免受定居者不公正对待的问题：
我们的制度是与印第安人永久和平相处，通过我们在合理范围内为他们所能做的一切公正和自由的事情，培养他们之间的深厚感情，并为他们提供有效的保护，使他们免受我们自己人民的不公正对待。
根据 1819 年 2 月 27 日的条约，美国政府将为居住在密西西比河以东的切罗基人提供公民身份和每户 640 英畝（260 公頃）土地。有时，美洲原住民的土地是通过条约或胁迫购买的。土地交换的想法，即美洲原住民将放弃他们在密西西比河以东的土地，以换取河西相同面积的领土，是由杰斐逊于 1803 年首次提出的，并于 1817 年（杰斐逊总统任期结束后数年）首次纳入条约。1830 年的《印第安人迁移法案》纳入了这一概念。

## 约翰·卡尔霍恩的计划
在詹姆斯·门罗总统的领导下，战争部长约翰·C·卡尔霍恩制定了第一批印第安人迁移计划。门罗在 1824 年底批准了卡尔霍恩的计划，并在 1825 年 1 月 27 日向参议院发出特别信息，要求建立阿肯色州和印第安人领地；密西西比河以东的印第安人将自愿用他们的土地交换河西的土地。参议院接受了门罗的请求，并要求卡尔霍恩起草一项法案，但该法案在众议院被佐治亚州代表团否决。约翰·昆西·亚当斯总统采取了卡尔霍恩-门罗政策，决心以非强制手段驱逐印第安人；佐治亚州拒绝同意亚当斯的请求，迫使总统与切罗基人达成条约，将切罗基人的土地授予佐治亚州。 1827 年 7 月 26 日，切罗基族通过了一部书面宪法（仿照美国宪法），宣布他们是一个独立国家，对自己的土地拥有管辖权。佐治亚州声称不会容忍在其领土内成立主权国家，并宣称对切罗基领土拥有管辖权。当安德鲁·杰克逊作为新成立的民主党候选人当选总统时，他同意应该强迫印第安人用他们的东部土地换取西部土地（包括重新安置），并大力执行印第安人的迁移。

## 部分美国公民反对驱逐
尽管驱逐印第安人是一项受欢迎的政策，但出于法律和道德原因，它也遭到了反对；它也违背了联邦政府与原住民国家之间正式的、习惯性的外交互动。拉尔夫·沃尔多·爱默生于 1838 年，即切罗基印第安人被驱逐前不久，写了一封广为流传的信“抗议将切罗基印第安人驱逐出佐治亚州”。爱默生批评政府及其驱逐政策，称驱逐条约不合法；这是一项“虚假条约”，美国政府不应该支持它。他将驱逐描述为
这是对所有信仰和美德的背弃，是对正义的否定……自地球诞生以来，一个国家与自己的盟友和被监护人打交道时……我们自然会向那些人寻求帮助和建议，但他们却普遍表现出沮丧和怀疑，认为对欺诈和抢劫行为的抗议会产生任何善意。
爱默生在信的结尾说，这不应该是一个政治问题，并敦促马丁·范布伦总统阻止执行切诺基人的驱逐令。此外，美国各地亦有零散定居者和定居者社会组织反对驱逐印第安人。

## 美洲原住民对驱逐的反应
土著群体重塑了他们的政府，制定了宪法和法律法规，并派代表前往华盛顿谈判政策和条约，以维护他们的自治权，并确保联邦承诺的保护免受各州的侵犯。[4]他们认为，按照美国的要求，适应新环境将遏制驱逐政策，并与联邦政府和周边各州建立更好的关系。
美洲原住民国家对驱逐有不同的看法。虽然大多数人希望留在自己的故土上，并尽一切可能确保这一点，但其他人认为，迁移到非白人地区是他们保持自治和文化的唯一选择。美国利用这种分裂分而治之，透过与（通常是）确信驱逐是其人民的最佳选择的少数群体达成驱逐条约，即使这些条约不被一个国家的大多数人承认，当国会批准驱逐条约时，如果原住民国家没有在条约规定的日期之前迁出（或已经开始迁出），联邦政府也可使用军事力量驱逐他们。